# North Hykeham
North Hykeham est une ville et une paroisse civile du Lincolnshire, en Angleterre.